# Stane Cuderman
Stane Cuderman, slovenski slikar in grafik, * 26. april 1895, Kamnik, † 19. maj 1946, Kamniška Bistrica.

## Življenje in delo
Slikarstvo je študiral v Zagrebu in Pragi, kjer je bil mlajši sošolec rojaka Mihe Maleša, s katerim je 1927 v Ljubljani tudi prvič razstavljal. Cuderman je imel veliko tehnično znanje, izrazit je bil zlasti v slikanju svetlo-temnih kontrastov; bil je mojster kompozicije in dekorativnih učinkov. Njegova prva dela, zlasti grafike, kažejo ekspresionistične značilnosti, nasploh je slikal realistično s čustveni poudarki, motive pa je bogatil s simboličnimi alegoričnimi detalji. V olju je slikal portrete, alegorične ter religiozne prizore. Leta 1938 je s freskami okrasil cerkev frančiškanskega samostana v Kamniku. Življenjsko pot je s samomorom končal v dolini Kamniške Bistrice.